# Ubaldo Rey
Ubaldo Rey (pron. fr. AFI: [ʁɛj]) (Courmayeur, 22 aprile 1923 – Aosta, 21 luglio 1990) è stato un alpinista italiano.
Fu uno dei membri che presero parte alla spedizione al K2 del 1954.

## Biografia
Rey, guida alpina della Società delle Guide Alpine di Courmayeur, poteva vantare notevole esperienza sul Monte Bianco e nelle Alpi Occidentali.
Era gestore del Rifugio Elena in Val Ferret e lo fu poi del Rifugio Pavillon. Successivamente divenne il primo a dirigere, presso il Rifugio Monzino, la "Scuola di Alpinismo Monte Bianco".
Nel 1953, con altre guide alpine di Courmayeur, riuscì a scalare la parete sud dell'Aiguille Noire de Peuterey con il tempo record di 8 ore.